# Ambassade de France en Papouasie-Nouvelle-Guinée
L'ambassade de France en Papouasie-Nouvelle-Guinée est la représentation diplomatique de la République française auprès de l'État indépendant de Papouasie-Nouvelle-Guinée. Elle est située à Port Moresby, la capitale de Papouasie-Nouvelle-Guinée, et son ambassadeur est, depuis 2024, Pierre Fournier.

## Ambassade
L'ambassade est située à Port Moresby. La France est le seul État de l'Espace Schengen à disposer d'une représentation diplomatique et consulaire en résidence en Papouasie-Nouvelle-Guinée.

## Ambassadeurs de France en Papouasie-Nouvelle-Guinée
| De   | À    | Ambassadeur de France en Papouasie-Nouvelle-Guinée |
| ---- | ---- | -------------------------------------------------- |
| 1976 | 1978 | Albert de Schonen                                  |
| 1978 | 1980 | Jean-Paul Robert                                   |
| 1980 | 1983 | Antoine Colombani                                  |
| 1983 | 1987 | Jean-Michel Dasque                                 |
| 1987 | 1989 | Jean-Paul Schricke                                 |
| 1989 | 1992 | Claude Maynot                                      |
| 1992 | 1996 | Louis Giustetti                                    |
| 1996 | 1999 | Pierre Le Gars                                     |
| 1999 | 2005 | Thierry Bernadac                                   |
| 2005 | 2006 | Jacques Manent                                     |
| 2006 | 2009 | Patrick Boursin                                    |
| 2009 | 2013 | Alain Waquet                                       |
| 2013 | 2017 | Pascal Maubert                                     |
| 2017 | 2020 | Philippe Janvier-Kamiyama                          |
| 2020 | 2024 | Guillaume Lemoine                                  |
| 2024 | auj. | Pierre Fournier (dès le 1er septembre 2024)        |

## Consulats
Il n'y a plus de section consulaire à Port Moresby, la Papouasie-Nouvelle-Guinée et les Îles Salomon dépendant depuis le 22 août 2015 de la circonscription consulaire de Sydney. Il existe un consul honoraire représentant la France, l'Allemagne et la Suède, basé à Honiara, la capitale des îles Salomon.

### Communauté française
Au 31 décembre 2016, 77 Français sont inscrits sur les registres consulaires en Papouasie-Nouvelle-Guinée.
| 2001 | 2002 | 2003 | 2004 |
| ---- | ---- | ---- | ---- |
| 43   | 51   | 44   | 39   |

| 2005 | 2006 | 2007 | 2008 |
| ---- | ---- | ---- | ---- |
| 22   | 36   | 30   | 37   |

| 2009 | 2010 | 2011 | 2012 |
| ---- | ---- | ---- | ---- |
| 47   | 91   | 120  | 127  |

| 2013 | 2014 | 2015 | 2016 |
| ---- | ---- | ---- | ---- |
| 134  | 102  | 69   | 77   |

### Circonscriptions électorales
Depuis la loi du 22 juillet 2013 réformant la représentation des Français établis hors de France avec la mise en place de conseils consulaires au sein des missions diplomatiques, les ressortissants français d'une circonscription recouvrant l'Australie, Fidji et la Papouasie-Nouvelle-Guinée élisent pour six ans cinq conseillers consulaires. Ces derniers ont trois rôles : 
1. ils sont des élus de proximité pour les Français de l'étranger ;
2. ils appartiennent à l'une des quinze circonscriptions qui élisent en leur sein les membres de l'Assemblée des Français de l'étranger ;
3. ils intègrent le collège électoral qui élit les sénateurs représentant les Français établis hors de France. Afin de respecter la représentativité démographique, un délégué consulaire est élu pour compléter ce collège électoral.

Pour l'élection à l'Assemblée des Français de l'étranger, la Papouasie-Nouvelle-Guinée appartenait jusqu'en 2014 à la circonscription électorale de Sydney, comprenant l'ensemble des États de l'Océanie (sauf Palaos) et désignant trois sièges. La Papouasie-Nouvelle-Guinée appartient désormais à la circonscription électorale « Asie-Océanie » dont le chef-lieu est Hong Kong et qui désigne neuf de ses 59 conseillers consulaires pour siéger parmi les 90 membres de l'Assemblée des Français de l'étranger.
Pour l'élection des députés des Français de l’étranger, la Papouasie-Nouvelle-Guinée dépend de la 11e circonscription.

## Délégation de la Nouvelle-Calédonie
Au début du mois d'octobre 2010, le gouvernement de la Nouvelle-Calédonie finalise avec le ministère des Affaires étrangères à Paris le processus de recrutement de « représentants consulaires », ou « délégués » (au début 2011 pour le premier, puis en 2018 pour les quatre autres, à travers des épreuves écrites et un grand oral), de formation (d'un an, de septembre 2011 à septembre 2012 pour le premier puis de juin 2018 à juin 2019 pour les quatre suivants, à l'IEP de Paris en partenariat avec le Quai d'Orsay), puis de positionnement (à partir de novembre 2012 et finalement de juillet-septembre 2019). Ceux-ci sont chargés de porter la voix propre de la Nouvelle-Calédonie dans les cinq ambassades françaises en Océanie (en Australie, en Nouvelle-Zélande, au Vanuatu, en Papouasie-Nouvelle-Guinée et aux Fidji), comme prévu par l'Accord de Nouméa. 
La première nomination d'un de ces « délégués » auprès de l'ambassade de France en Papouasie-Nouvelle-Guinée se fait le 14 juin 2019 pour une installation le 1er septembre 2019, le premier titulaire de ce poste étant ainsi Alexandre Lafargue. La délégation siège dans le bâtiment où est implantée l'ambassade, au 6e étage du Defens Haus sur Champion Parade, à Port-Moresby.
Les « délégués de la Nouvelle-Calédonie en Papouasie-Nouvelle-Guinée » ont été successivement : 
| De   | A    | Délégué            |
| ---- | ---- | ------------------ |
| 2019 | auj. | Alexandre Lafargue |